# 卡勒韋 (內布拉斯加州)
卡勒韋（英語：Callaway）是位於美國內布拉斯加州卡斯特縣的村。

## 人口
根據2020年美國人口普查的數據，卡勒韋的面積為1.81平方千米，皆為陸地。當地共有人口563人，而人口密度為每平方千米311人。